# Ottawa 67’s

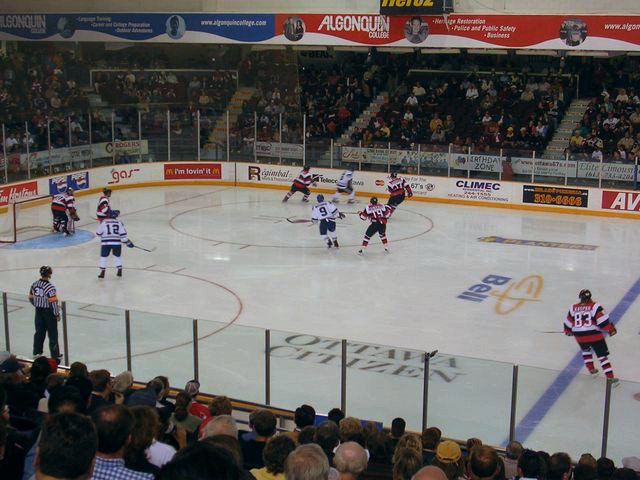
Die 67's gegen die Sudbury Wolves im Jahr 2004

Die Ottawa 67’s sind eine kanadische Eishockeymannschaft aus Ottawa. Das Team wurde 1967 als Nachwuchsteam gegründet und spielt in einer der drei höchsten kanadischen Junioreneishockeyligen, der Ontario Hockey League (OHL).

## Geschichte
Am 16. Februar 1967 erhielt die Stadt Ottawa von der Ontario Hockey Association ein Expansion-Franchise zugesprochen. Im Juni einigte man sich anlässlich des 100. Jahrestages der Staatsgründung auf den Namen 67’s. Unter den drei Geschäftsleuten, denen es gelungen war Junioren-Eishockey zurück nach Ottawa zu bringen, war auch der ehemalige NHL-Star Bill Cowley. Nachdem in den 1950er und 1960er Jahren die Ottawa Junior Canadiens und die Hull-Ottawa Canadiens in der kanadischen Hauptstadt gespielt hatten, war seit 1963 eine Lücke in der Sportszene der Stadt entstanden.
Ihr erstes Spiel verloren die 67’s am 6. Oktober 1967 mit 0:9 gegen die Niagara Falls Flyers. Da die neue Halle noch im Bau war, spielte das Team seine ersten elf Heimspiele in der Schwesterstadt Hull.
1972 durfte der Gastgeber noch nicht automatisch am Finalturnier zum Memorial Cup teilnehmen. Das Team verpasste nur knapp die Qualifikation. Es war der große Glücksgriff in der Geschichte des Teams, als man 1974 mit Brian Kilrea einen jungen Trainer verpflichtete, der als Spieler meist in den Minor Leagues unterwegs war und es nur auf 26 Spiele in der NHL gebracht hatte.
In den folgenden zehn Jahren formte er ein erfolgreiches Team, das dreimal im OHA-Finale stand, und das nach einer Finalniederlage 1977, dann 1984 endlich den ersten Memorial Cup gewann. Kilrea war dadurch ins Rampenlicht gerückt und folgte einem Angebot aus der NHL. Die New York Islanders verpflichteten ihn als Assistenztrainer. Nachdem die folgenden zwei Spielzeiten weder für ihn noch für die 67’s erfolgreich verlaufen waren, kehrte er nach Ottawa zurück. Die darauffolgenden acht Jahre waren nicht so erfolgreich wie die seiner ersten Amtszeit. 1994 setzte er sich zur Ruhe und Peter John Lee übernahm das Team.
Ein Jahr später übernahm Kilrea zum dritten Mal das Traineramt und wurde zugleich General Manager. Dieses Mal stellten sich auch bald wieder Erfolge ein. 1999 war man Gastgeber des Memorial Cups und konnte den Pokal in der Stadt behalten. Auch 2001 und 2005 qualifizierte man sich für das Finalturnier. Beide Male war man aber chancenlos. Der inzwischen weit über 70 Jahre alte Kilrea steht immer noch hinter der Bande der 67’s.

## Logos

Logo von 1967 bis 1987
Logo von 1987 bis 1998 und aktuell

## Erfolge
|  | Memorial Cups - 1977 Finalniederlage gegen die New Westminster Bruins - 1984 Finalsieg gegen die Kitchener Rangers - 1999 Finalsieg gegen die Calgary Hitmen - 2001 4. Platz im Finalturnier - 2005 3. Platz im Finalturnier J. Ross Robertson Cup - 1972 Finalniederlage gegen die Peterborough Petes - 1977 Finalsieg gegen die London Knights - 1982 Finalniederlage gegen die Kitchener Rangers - 1984 Finalsieg gegen die Kitchener Rangers - 1997 Finalniederlage gegen die Oshawa Generals - 1998 Finalniederlage gegen die Guelph Storm - 2001 Finalsieg gegen die Plymouth Whalers - 2003 Finalniederlage gegen die Kitchener Rangers - 2005 Finalniederlage gegen die London Knights Hamilton Spectator Trophy - 1977–78 93 Punkte - 1981–82 96 Punkte - 1996–97 104 Punkte | Division Trophies - 1976–77 Leyden Trophy, East Division - 1977–78 Leyden Trophy, East Division - 1981–82 Leyden Trophy, East Division - 1982–83 Leyden Trophy, East Division - 1983–84 Leyden Trophy, East Division - 1995–96 Leyden Trophy, East Division - 1996–97 Leyden Trophy, East Division - 1997–98 Leyden Trophy, East Division - 1998–99 Leyden Trophy, East Division - 1999–00 Leyden Trophy, East Division - 2002–03 Leyden Trophy, East Division - 2003–04 Leyden Trophy, East Division - 2009–10 Leyden Trophy, East Division - 2010–11 Leyden Trophy, East Division Eastern Conference Trophies - 2001 Bobby Orr Trophy, Eastern Conference - 2003 Bobby Orr Trophy, Eastern Conference - 2005 Bobby Orr Trophy, Eastern Conference |

## Spieler

### Erstrunden-Draftpicks
| Draftjahr | Spieler         | als | Team                  |
| --------- | --------------- | --- | --------------------- |
| 1969      | Pierre Jarry    | 12. | New York Rangers      |
| 1971      | Murray Wilson   | 11. | Montréal Canadiens    |
| 1972      | Michel Larocque | 6.  | Montréal Canadiens    |
| 1972      | Wayne Merrick   | 9.  | St. Louis Blues       |
| 1973      | Denis Potvin    | 1.  | New York Islanders    |
| 1973      | Ian Turnbull    | 15. | Toronto Maple Leafs   |
| 1975      | Tim Young       | 16. | Los Angeles Kings     |
| 1976      | Peter John Lee  | 12. | Montréal Canadiens    |
| 1976      | Bruce Baker     | 18. | Montréal Canadiens    |
| 1977      | Doug Wilson     | 6.  | Chicago Blackhawks    |
| 1978      | Bobby Smith     | 1.  | Minnesota North Stars |
| 1978      | Tim Higgins     | 10. | Chicago Blackhawks    |
| 1980      | Jim Fox         | 10. | Los Angeles Kings     |
| 1981      | Doug Smith      | 2.  | Los Angeles Kings     |
| 1983      | Bruce Cassidy   | 18. | Chicago Blackhawks    |
| 1984      | Gary Roberts    | 12. | Calgary Flames        |
| 1987      | Andrew Cassels  | 10. | Montréal Canadiens    |
| 1992      | Curtis Bowen    | 22. | Detroit Red Wings     |
| 1992      | Grant Marshall  | 23. | Toronto Maple Leafs   |
| 1996      | Craig Hillier   | 23. | Pittsburgh Penguins   |
| 1997      | Nick Boynton    | 9.  | Washington Capitals   |
| 1997      | Matt Zultek     | 15. | Los Angeles Kings     |
| 1998      | Mark Bell       | 8.  | Chicago Blackhawks    |
| 1999      | Nick Boynton    | 21. | Boston Bruins         |
| 2007      | Logan Couture   | 9.  | San Jose Sharks       |
| 2008      | Tyler Cuma      | 23. | Minnesota Wild        |
| 2012      | Cody Ceci       | 15. | Ottawa Senators       |
| 2013      | Sean Monahan    | 6.  | Calgary Flames        |
| 2015      | Travis Konecny  | 24. | Philadelphia Flyers   |
| 2020      | Jack Quinn      | 8.  | Buffalo Sabres        |
| 2020      | Marco Rossi     | 9.  | Minnesota Wild        |

### Weitere ehemalige Spieler
- Sean Blanchard
- Joseph Blandisi
- Randy Boyd
- Rich Bronilla
- Brian Campbell
- Bill Clement
- Randy Cunneyworth
- Shean Donovan
- Kris Draper
- Blake Dunlop
- Sean Gagnon
- Derek Joslin
- Lukáš Kašpar
- Seamus Kotyk
- Rick Lessard
- Corey Locke
- Alyn McCauley
- Jamie McGinn
- Jacob Middleton
- Petr Míka
- Petr Mrázek
- Darren Pang
- Michael Peca
- Markus Pöttinger
- Pat Riggin
- Luke Sellars
- Chris Simon
- Chris Snell
- Brad Staubitz
- Tyler Toffoli